# Binghamton Rangers
Die Binghamton Rangers waren ein US-amerikanisches Eishockeyfranchise der American Hockey League aus Binghamton, New York. Die Spielstätte der Rangers war die Broome County Veterans Memorial Arena.

## Geschichte
Die Binghamton Rangers wurden 1990 als Nachfolger der Binghamton Whalers gegründet. In den sieben Jahren ihres Bestehens erreichten die Rangers sechsmal die Playoffs, in denen sie viermal erst in der zweiten Runde ausschieden. In ihren ersten drei Spielzeiten unterlag Binghamton dabei jeweils den Rochester Americans, während sie in ihren letzten beiden Spielzeiten bereits in der ersten Playoffrunde ausschieden. Nach der Umsiedlung der Hartford Whalers aus der National Hockey League und ihrer Umbenennung in Carolina Hurricanes 1997 wurden die Binghamton Rangers nach Hartford, Connecticut, umgesiedelt, wo sie seitdem als Hartford Wolf Pack in der American Hockey League spielen.

### Karriererekorde
Spiele: 386  Peter Fiorentino
Tore: 95  Jean-Yves Roy
Assists: 146  Craig Duncanson
Punkte: 227  Craig Duncanson
Strafminuten: 1581  Peter Fiorentino